# المقاتل النهائي: فريق روزي ضد فريق تيت
المقاتل النهائي: نهائي فريق روزي ضد فريق تيت (بالإنجليزية: The Ultimate Fighter: Team Rousey vs. Team Tate)‏ هو الموسم الثامن عشر من المسلسل التلفزيوني الواقعي المقاتل النهائي الذي أنتجته يو إف سي وعُرض لأول مرة في 4 سبتمبر 2013.

## نهائي المقاتل النهائي 18
المقاتل النهائي: نهائي فريق روزي ضد فريق تيت (المعروف أيضًا باسم نهائي المقاتل النهائي 18) كان حدثًا للفنون القتالية المختلطة أُقيم من قِبل يو إف سي في 30 نوفمبر 2013.